# 阿謝 (彝族)
阿謝（1158年—1205年），南宋时自杞国王。1159年，其父病逝，当时年仅1岁多的阿谢继位，由他的叔父阿巳摄政。阿巳努力与宋朝交好，当时，宋朝对金朝作战，缺少马匹，多向自杞国互市购买。1176年（南宋淳熙三年），阿巳还政给18岁的阿谢，但阿巳仍掌握实权。阿谢改元乾貞。阿謝有文化，而且会讲汉语。在他在位期间，自杞击败罗殿和大理国，疆域西至今昆明、南至今文山、马关，东至今贵州安龙、广西隆林、西林。由于大理国和越南李朝的衰落，当时自杞国成为云南至红河流域最强大的国家。1205年，阿谢去世，在阿谢的孙子郍句时，蒙古军以折损十万兵马的代价，灭亡自杞。

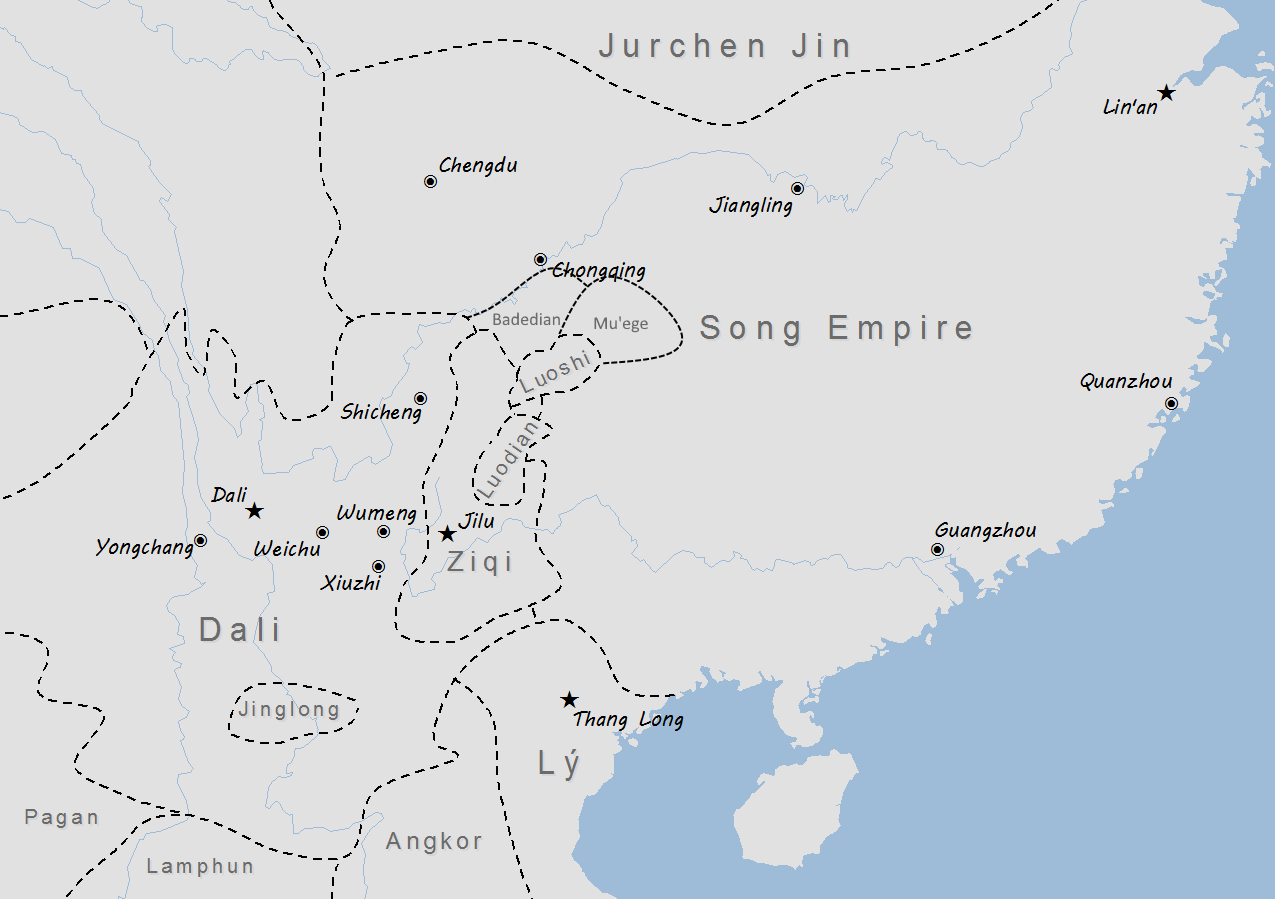
自杞国，1200年